# زهراء الكوش

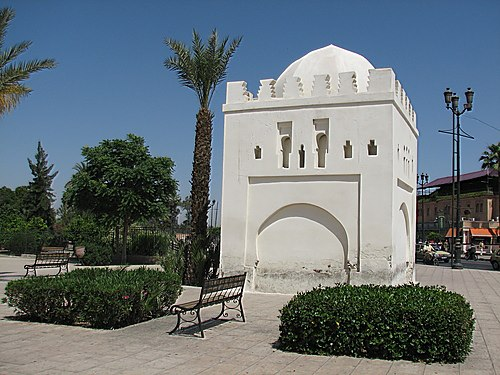
ضريح العذراء الزهراء الكوش.

العذراء الزهراء الكوش (توفيت 1027 هـ) فقيهة وعلم من أعلام التصوف المغربي خلال القرن الحادي عشر الهجري في بلاد المغرب الأقصى، وتذكر الراويات أنها كانت حسنة المظهر إلا أنها لم تتزوج قط وأعرضت عن ذلك ولهذا اشتهرت بلقب «العذراء» حتى توفيت وضريحها شهير بمراكش على أعتاب جامع الكتبية.

## ولادتها ونشأتها
ولدت بمدينة مراكش، والدها الشيخ المجاهد سيدي عبد الله الكوش الذي واجه البرتغاليين، ووالدتها فاسية، وعاشت زهراء في نهاية القرن السادس عشر وبداية القرن السابع عشر الميلادي. ونشأت في بيئة صوفية جزولية، وتشبعت بمبادئ وقيم والدها وزاويته، التي كان فرعا من مجموعة زوايا جزولية فرعت عن الزاوية الأم لصاحبها محمد بن سليمان الجزولي.
أخذت عن أبيها عبد الله الكوش، الذي لقنها أصول الشريعة الإسلامية والفقه وهو شيخها في التربية الروحية والصوفية، كما تأثرت بشخصيات نسائية زاهدات متصوفات من عصرها وكانت تقطن على مسافة قريبة من جامع الكتبية في مراكش.
تقول الروايات أن والدها كان يطعم ألفين ومئتي شخص، فاشتهر بين أهل مراكش بالكرم، الشيء الذي جعل السلطان السعدي زيدان بن أحمد المنصور يحتاط منه. وكانت زهراء الكوش تقيم حلقات نقاش بين النساء وتحدثهنّ عن مزايا الجهاد. وسرعان ما بلغ صيتها إلى قصر السّلطان، وكانت أولى خطواته طلب المصاهرة، ولما رفضت زهراء الزواج من السلطان، تعرضت لمحنة الاعتقال والسجن، إلى أن تدخل مجموعة من الفقهاء والأعيان ليطلق سراحها. دبر السلطان لوالدها مكيدة الإجهاز على املاكه بداعي التهرب من آداء الضرائب، وقام بنفيه إلى مدينة فاس، بعد رفضه فرض إحدى الضرائب الجديدة على الزوايا في عصره ضمن ما يعرف ب«امتحان الزوايا».

### تجربتها الصوفية
اشتهرت زهراء بكثرة الصلوات والأذكار والصدقة، وتصنف في الأوساط الصوفية بين أولياء الله المتبعين، والنساك الصادقين، العارفين. ورفضها الزواج من السلطان وتفضيلها لقب «أمة الله» عوض زوجة السلطان زاد من شهرتها. ونسَجت المخيلة الشعبية حولها أساطير وقصص، إذ يقال إنها تتحول ليلا إلى «حمامة»، تنشر السّلام في مدينة مراكش والنواحي، ووجودها بالقرب من مسجد الكتبية جعلها تحمل لقب «حمامة مراكش». وقد تناولت الشاعرة الفرنسية كلود كولييت سيرة الزهراء، وزارت مراكش مرارا وتردّدت على ضريحها، وأعادت صياغة قصتها في قالب شعريّ. وتجربتها الصوفية تبق فريدة، حيث يقول الباحث فريد الزاهي:

## وفاتها
توفيت سنة 1027 هـ ودفنت بزاوية والدها الشيخ سيدي عبد الله الكوش التي سبق وان قام السلطان محمد الشيخ السعدي بنفيه منها، وضريحها يوجد بجوار الكتبيين بقبته البيضاء الفريدة وهو مغلق اليوم.